# Banca Dorca
La Banca Dorca fou una antiga entitat financera ubicada a Olot, a La Garrotxa, que posteriorment seria adquirida per la família Pujol i que va servir de llavor pel projecte de Banca Catalana.

## Història
El 20 de juliol de 1904, Salvador Dorca i Jordi Barcons van fundar Dorca y Compañía, un petit banc d'àmbit local ubicat al carrer Clivillers, 15 d'Olot, i un capital inicial de 12.000 pessetes. L'entitat estava ubicada als baixos de la casa del Marquès de Vallgonera.
La família Barcons ja havia creat una altra entitat financera, Barcons i Cia, que existia des de finals del segle xix i que va tancar el mateix 1904. Poc després, Barcons moriria i els Dorca van fer una reducció de capital per dominar la totalitat de l'empresa.
Salvador Dorca fou el seu director fins a la seva mort, el 5 de gener de 1927, moment en què l'empresa va passar als seus fills, Joan, Alfred i Claudi. Vint anys després, l'entitat va adquirir la forma de societat anònima i va començar a operar com a Banca Dorca, S.A, canviant la seu al carrer Sant Esteve d'Olot.
El 18 de març de 1959 l'empresa fou adquirida per Florenci Pujol i Moisès David Tennembaum, en una operació on també hi van participar Francesc Cabana i Jordi Pujol i que va comptar amb el suport financer d'industrials catalans com Joan B.Cendrós, Antoni Forrellad, Victor Seix i els Valls-Taberner. En el moment de l'adquisició, l'entitat tenia dipòsits per un import aproximat de divuit milions de pessetes.
Tot i això, ni els Pujol ni en Tennembaun figuraven com a accionistes al consell d'administració, ja que tenien una causa pendent amb la justícia. Havien sigut acusats d'ajudar a empresaris catalans a treure diners del país fent servir bancs a Suïssa. Al consell d'administració hi figuraven doncs les esposes d'aquests, Maria Soley i Ruth Kischner, i un conjunt de testaferros format per Jaume Carner, Ferran Ariño i Salvador Casanovas.
Als quatre mesos de l'adquisició, l'entitat va fer una ampliació de capital de quatre-centes accions, que van ser adquirides per Francesc Cabana (80), Maria Soley (74), Kischner (58) i Jaume Carner, que era cunyat de Cabana i nomenat flamant director de la Banca Dorca (30). Jordi Pujol i Soley adquiriria 28 títols. La família Pujol era doncs, la que tenia més accions.
Al poc temps, com que Pujol fou empresonat, Víctor Seix i Antoni Rossell van passar a formar part del consell d'administració de l'empresa, i no Jordi Pujol, com era el pla inicial.
L'abril de 1961 van realitzar una ampliació de capital fins als quinze milions de pessetes, i van traslladar la seu social d'Olot a Barcelona, canviant el nom pel de Banca Catalana i deixant de fer servir Banca Dorca, amb l'objectiu de crear un grup financer fort català.

## Capital
El capital social de l'entitat va anar variant al llarg dels anys:
| Any  | Capital social                      | moneda   |
| ---- | ----------------------------------- | -------- |
| 1904 | 12.000                              | pessetes |
| 19XX | 8.000                               | pessetes |
| 1922 | 488.000                             | pessetes |
| 1933 | 519.250                             | pessetes |
| 1947 | 4 milions (+14 milions de dipòsits) | pessetes |